# Mi tierra (álbum de Nino Bravo)
Mi tierra es el título del cuarto álbum del cantante español Nino Bravo, publicado por Fonogram en noviembre de 1972. Es el último álbum publicado en vida del cantante, fallecido pocos meses después en un accidente de tráfico.
El álbum contiene temas de compositores reconocidos como Augusto Algueró o Juan Carlos Calderón entre otros. Nino Bravo representó a España en el VII Festival Internacional de la Canción de Río de Janeiro con la canción que dio título al álbum, «Mi tierra», compuesta por Augusto Algueró y con arreglo de Juan Carlos Calderón. Aunque empató a puntos con el representante estadounidense al final del recuento de votos, en última instancia el voto del presidente del jurado provocó que no lo ganase. 
Mi tierra incluye también uno de los mayores éxitos de Nino Bravo, la canción «Libre», que popularmente suele sugerirse está dedicada a Peter Fechter, primera víctima del muro de Berlín.
A diferencia de lo sucedido en sus anteriores trabajos, la crítica musical de la época valoró positivamente tanto la calidad de las composiciones como sus capacidades vocales e interpretativas.

## Lista de canciones
1. Mi tierra — 4:26
2. Vete — 3:42
3. Volver a empezar — 2:46
4. Eres todo cuanto quiero — 3:15
5. El amor — 3:30
6. Señora, señora — 3:07
7. Libre — 4:11
8. Por qué — 4:15
9. Gracias a ti — 2:31
10. Hoy te quiero ofrecer — 3:08
11. Carolina — 2:29
12. Te acuerdas, María — 3:11